# 未来の僕らは知ってるよ
- ラブライブ! > ラブライブ!サンシャイン!! > Aqours > 未来の僕らは知ってるよ

「未来の僕らは知ってるよ」(みらいのぼくらはしってるよ）は、Aqoursのシングル。2017年10月25日にLantisから発売された。通称は「ミラ僕」。

## 概要

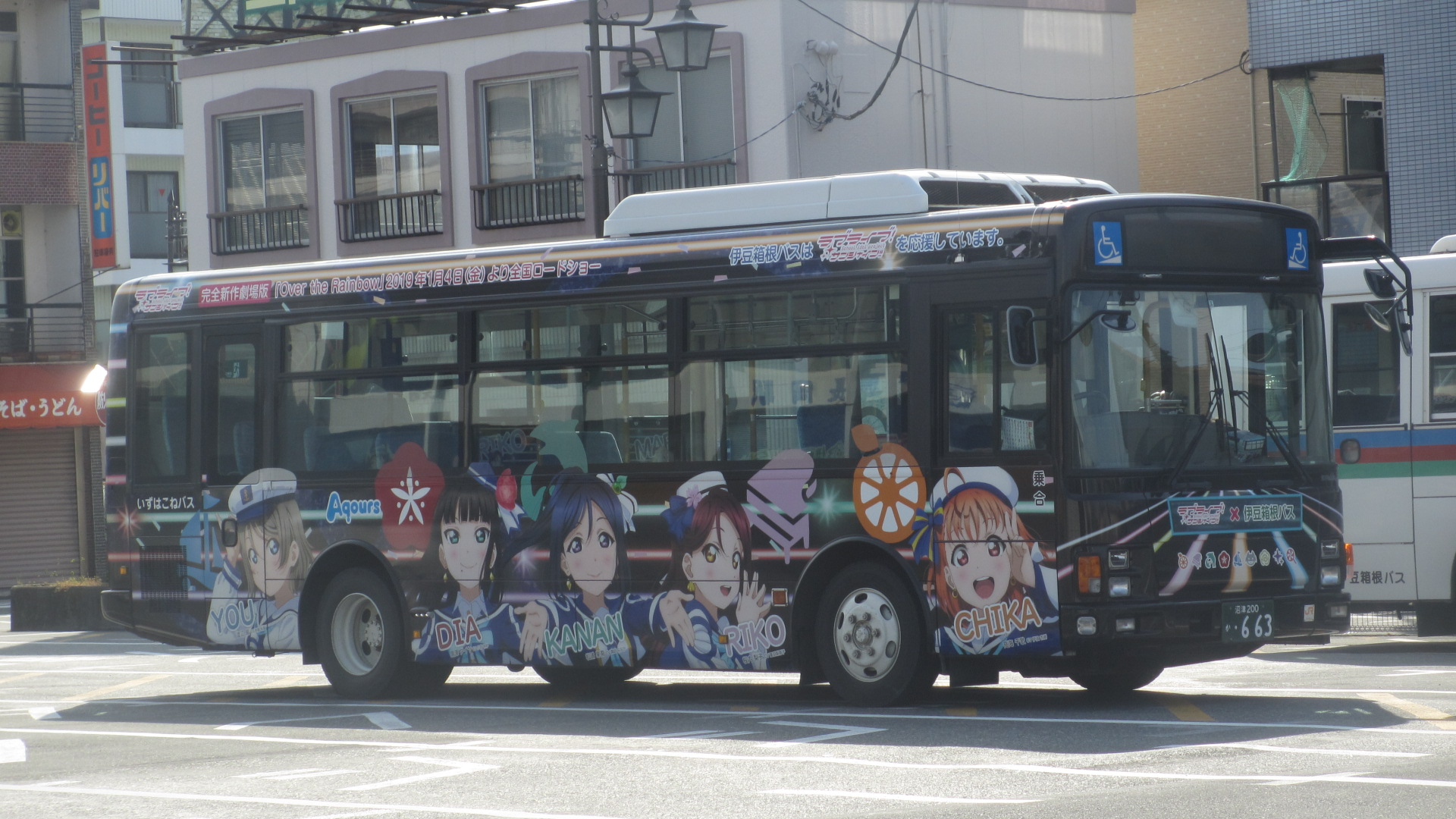
この曲の衣装が描かれたラッピングバス
（伊豆箱根バス）

前作「SUMMER VACATION」から約3ヶ月ぶりとなるシングル。
表題曲「未来の僕らは知ってるよ」は、テレビアニメ『ラブライブ！サンシャイン!!』第2期のオープニングテーマ。センターは高海千歌が担当。
カップリング曲「君の瞳を巡る冒険」は、2018年3月から6月まであわしまマリンパークで開催されていたリアル脱出ゲーム『「孤島の水族館からの脱出」～消えた“宝物”を取り戻せ～』のイメージソングに起用された。センターは桜内梨子が担当。
CDには初回生産特典として「TVアニメ2期Aqoursオープニングメンバーカード」（全9種）がランダムで1種封入される。また、発売記念キャンペーンとして、対象店舗で予約、購入すると『ラブライブ！サンシャイン!! Aqours課外活動 未来の僕らは知ってるよ ～face to face～』の応募券などが貰えるキャンペーンが実施される。
キャッチコピーは「私たち、輝きたい！」。
2019年12月4日に生出演した地上波生放送の音楽番組「2019 FNS歌謡祭 第1夜」ではこの曲を披露した。

## チャート成績
2017年10月24日付のデイリーランキングでは2.4万枚を売り上げ3位にランクイン、翌日の2017年10月25日付では1.5万枚を売り上げ2位にランクアップしている。11月6日付のオリコン週間ランキングでは6.3万枚を売上げ3位にランクイン。「HAPPY PARTY TRAIN」の5.5万枚を上回り、自身の最高初動枚数記録を更新した。また、アニメ週間チャートにおいては11作連続となる1位を獲得した。
発売12週目の2018年1月22日付で累計売上が8.14万枚に達し、デビューからずっと売上トップの座を守り続けていた「君のこころは輝いてるかい?」（8.12万枚）を抜き、当時のサンシャインで最も売れたCDとなった。2018年8月現在は「Thank you, FRIENDS!!」にその座を譲っている。
ビルボードにおいてもHot Animationにおいて3作ぶりの1位を獲得。前週までチャート史上最長記録（当時）となる11週にわたって獲得し続けていたDAOKOの「打上花火」の連続1位を、初めて止めた作品となった。
10月25日のiTunesランキングでは、Aqoursにとって初の最高位1位を獲得。ラブライブの楽曲がiTunesトップソング1位になるのは、「Angelic Angel」以来2年ぶりの快挙となった。

## 収録曲
- CD
  - 全作詞：畑亜貴

1. 未来の僕らは知ってるよ
  - 作曲：光増ハジメ　編曲：EFFY
  - テレビアニメ『ラブライブ！サンシャイン!!』第2期オープニングテーマ
2. 君の瞳を巡る冒険
  - 作曲・編曲：渡辺和紀
  - リアル脱出ゲーム『「孤島の水族館からの脱出」～消えた“宝物”を取り戻せ～』イメージソング
3. 未来の僕らは知ってるよ (Off Vocal)
4. 君の瞳を巡る冒険 (Off Vocal)